# Südtirol (Lied)
Südtirol ist ein Lied der Band Frei.Wild aus dem Jahr 2003. Es ist der dritte Titel des Albums Wo die Sonne wieder lacht.

## Entstehung und Veröffentlichung
Der Liedtext wurde von Philipp Burger ursprünglich für die Rechtsrock-Band Kaiserjäger geschrieben. Auf dem letzten Konzert der Band kam es zu einer Massenschlägerei zwischen Deutsch und Italienisch sprechenden Neonazis im Publikum, woraufhin sich Philipp Burger von der Band absetzte und Frei.Wild gründete. Dabei übernahm Frei.Wild das Lied in ihr Repertoire. Es erschien zunächst 2003 auf dem Album Wo die Sonne wieder lacht. Im Jahre 2009 erfolgte eine Wiederveröffentlichung auf Hart am Wind. Das Video zu Südtirol (2003) war das erste Video, das Frei.Wild offiziell veröffentlicht hat.

## Kritik
Der Liedtext von Südtirol, insbesondere die Zeilen „Südtirol, deinen Brüdern entrissen, schreit es hinaus, lasst es alle wissen. Südtirol, du bist noch nicht verloren. In der Hölle sollen deine Feinde schmoren“, führten zu Kritik und dem Vorwurf an die Band, nationalistisch bzw. rechtspopulistisch zu sein. Dirk Wilking, Geschäftsführer des Brandenburgischen Instituts für Gemeinwesenberatung, nennt das Stück Südtirol als Beispiel für die rechtsextreme Haltung der Band: „Im Lied «Südtirol» etwa wird eindeutig Italien angegriffen: Südtirol soll nicht mehr zu Italien gehören, vielmehr wollen sie etwas Großdeutsches. Es ist ein klassisches Modell der rechtsextremen Szene, dass die Staatengeografie Europas in Frage gestellt wird.“ Auch der Journalist Thomas Kuban sieht in dem Liedtext „Ich dulde keine Kritik an diesem heiligen Land, das unsre Heimat ist“ eine nationalistisch und völkisch geprägte Botschaft.
Die Band selbst bestreitet diese Vorwürfe und gibt an, keine bestimmte politische Richtung zu vertreten. Sänger Philipp Burger bekundete: „Wir haben nie Wert darauf gelegt, Italiener zu sein. Das hat uns die Geschichte eingebrockt. Und als deutschsprachige Südtiroler machen wir eben auch deutschsprachige Musik für deutschsprachige Fans.“